# Фиоритура

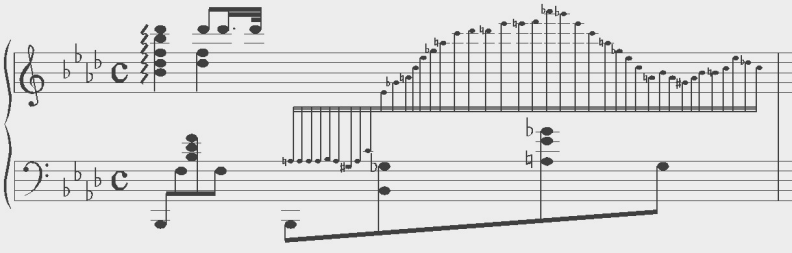
Мелизм из II концерта фа-минор Фредерика Шопена.

Фиориту́ра (итал. fioritura, дословно — «цветение») — название музыкального украшения в вокальной или инструментальной партии, один из способов аранжировки.
Широко применяется в опере, где подразделяется на нежную (изящные мелизмы и пассажи в негромком звучании) и брассовую (широкие скачки голоса, громкие рулады).
Украшение мелодии впервые начало использоваться в итальянской опере XVII века, особого расцвета достигнув в оперном искусстве XIX века.
Способность исполнять различные фиоритуры голосом высоко ценится в хоровом и сольном вокальном искусстве.
Иногда фиоритуры сочиняются композитором или аранжировщиком заранее, а иногда возникают в вокальной или инструментальной партии посредством импровизации певца или музыканта непосредственно при исполнении мелодии.
Учение о способах украшения мелодий при помощи специальных музыкальных приёмов называется орнаментика.